# Samba-enredo

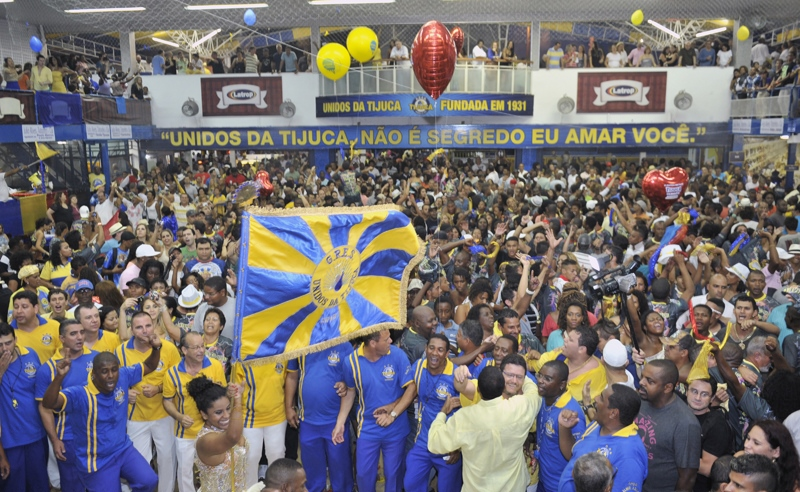
Finale du concours de à Unidos da Tijuca, qui aurait été l'école de samba autrice de la première en 1933.

La samba-enredo, également appelée samba de enredo (litt. « samba d'intrigue »), est un sous-genre musical de samba spécialement conçu pour le défilé d'une école de samba. C'est un style de samba qui consiste en la combinaison de paroles et d'une mélodie créée à partir d'un résumé du thème choisi comme intrigue d'une école de samba pour son spectacle de carnaval respectif,.

## Histoire

Défilé d'Império Serrano, école autrice de la première samba-enredo enregistrée, en 1955.

Dans le passé, les premières sambas chantées par les écoles de samba étaient créées librement et, en général, elles parlaient de la vie quotidienne et de la samba elle-même ainsi que de la réalité des danseurs de samba. À partir du milieu des années 1930, l'institution d'une compétition officielle entre les écoles de samba de Rio de Janeiro a amené ces groupes à s'engager sur des thèmes présentés pour les défilés, qui ont commencé à raconter principalement des épisodes et à exalter des personnages de l'historiographie officielle du Brésil.
Chaque année, les écoles de samba organisent généralement des concours internes, au cours desquels plusieurs chansons sont présentées au public dans leurs cours, et à la fin, normalement entre les mois de septembre et octobre, l'une d'elles est choisie comme intrigue officielle de samba pour le carnaval de l'année suivante. Parfois, il est décidé de fusionner deux ou plusieurs sambas qui plaisent aux membres de l'école. La samba gagnante accompagne l'école tout au long de la phase de préparation et des répétitions techniques jusqu'à ce qu'elle soit présentée lors du défilé du carnaval. Pour qu'une samba soit considérée comme samba-enredo, elle doit représenter l'intrigue choisie par le comité du carnaval de l'école (ne pas confondre intrigue et thème). La samba-enredo est l'un des critères utilisés pour juger les défilés des écoles. La progression de l'école dépend beaucoup du tempo de la samba et de son déroulement sur l'avenue : certaines écoles préfèrent une samba plus calme, d'autres plus agitée, d'autre encore plus romantique. Les écoles de samba qui jouent traditionnellement avec un très grand nombre d'éléments, utilisent généralement un rythme plus rapide pour accélérer le mouvement des fêtards sur l'avenue et maintenir l'harmonie du groupe.
La samba de Unidos da Tijuca, O Mundo do Samba, chantée lors du défilé de 1933, est considérée comme la première samba-enredo, bien qu'il y ait une controverse à ce sujet,.
Jusqu'en 1947, les écoles de samba chantent deux ou trois sambas lors du défilé, qui ne font aucune allusion à l'intrigue. Composées d'un chœur préalablement préparé, elles sont principalement faites d'improvisations. En 1946, l'institution qui organise à l'époque les défilés des écoles de samba, interdit l'improvisation, exigeant que tous utilisent le samba-enredo, déjà apparu, et finalement chanté par certaines écoles. Le cas de l'école de samba Prazer da Serrinha (pt) est devenu célèbre cette année : après avoir répété la samba de enredo Condência de São Francisco (de Silas de Oliveira et Mano Décio da Viola (pt)), mais au moment du défilé a fini par présenter une samba de terreiro, ce qui a conduit l'école à une mauvaise position et précipité l'émergence de la dissidence Império Serrano, l'année suivante.
La première samba-enredo enregistrée est Exaltação a Tiradentes, de Fernando Barbosa Júnior et Mano Décio da Viola, Estanislau Silva et Penteado, et interprétée par Roberto Silva (pt). Elle a été enregistrée par Império Serrano en 1949. Jouée sous le titre réduit Tiradentes pour le Carnaval de Rio de 1955, elle a un accueil mitigé.
En 1967, la samba-enredo de Mangueira O Mundo Encantado de Monteiro Lobato connaît un succès dans tout le Brésil. Enregistrée par Eliana Pittman, elle stimule la sortie en 1968 du premier album de samba-enredo, Festival de Samba, qui réunit toutes les sambas de l'année.